# Emily is Away Too
Emily is Away Too é um jogo independente de romance visual desenvolvido e publicado por Kyle Seeley, lançado em maio de 2017 e sucessor de Emily Is Away. O jogo ocorre por um mensageiro instantâneo durante o último ano de escola do protagonista. O jogador fala com outras personagens através da seleção de diferentes respostas, com escolhas específicas mudando o enredo durante todo o jogo. Emily is Away Too foi desenvolvido usando o Unity como motor gráfico.